# Пилюгин, Дмитрий Викторович
Дми́трий Ви́кторович Пилю́гин (26 сентября 1976, Ясногорский район, Тульская область — 23 апреля 2000, Шалинский район, Чечня) — российский офицер, гвардии старший лейтенант, во время Второй чеченской войны командир взвода роты десантного обеспечения, кавалер ордена Мужества (посмертно).

## Биография
Родился в селе Архангельском Ясногорского района Тульской области.
25 мая 1993 года с отличием окончил среднюю школу в родном селе.
5 сентября 1993 года поступил в Рязанское высшее воздушно-десантное командное училище. 9 мая 1995 года в составе подразделения РВВДКУ участвовал в Параде Победы на Поклонной горе, посвящённом 50-летию со дня окончания Великой Отечественной войны. 26 июня 1997 года с отличием окончил РВВДКУ, был одним из 16 курсантов выпуска, которым диплом об окончании училища вручал лично министр обороны.
После окончания РВВДКУ проходил службу в 51-м гвардейском парашютно-десантном полку 106-й гвардейской воздушно-десантной дивизии (Тула).

## Бой под Сержень-Юртом
23 апреля 2000 года колонна 51-го полка ВДВ попала в тщательно подготовленную засаду в трёх километрах от селения Сержень-Юрт. Засаду проводил смешанный отряд чеченских и иностранных террористов численностью до 60 человек под командованием Абу аль-Валида и Абу Джафара.
Обстрел начался в тот момент, когда первая машина колонны достигла взводного опорного пункта 66-го полка ВВ, а последняя ещё была в селении. Одна огневая группа работала по колонне, другая по ВОПу ВВ.
Бой длился около двух часов, погибло шестнадцать десантников и шестеро получили ранения (на ВОПе внутренних войск ранен один человек). По словам сослуживцев, если бы не самоотверженные действия Дмитрия Пилюгина, десантники могли потерять больше. Дмитрий Викторович Пилюгин геройски погиб в сражении.

## Память
- На доме, где жил Дмитрий, установлена памятная доска.
- Имя старшего лейтенанта Пилюгина присвоено Архангельской средней школе, где он учился. В школе создан музей героя.[6]

## Оценки и мнения
Дима был образцовым офицером. Всегда весёлый, трудолюбивый, личный состав взвода его очень любил, за ним они шли хоть в огонь, хоть в воду. Он был строгим командиром, но справедливым. У командования Дмитрий пользовался заслуженным авторитетом, был всегда вежливым, спокойным, скромным.
— Гвардии капитан Ромашов Андрей Александрович, командир роты Дмитрия Пилюгина в республике Чечня